# Afluente

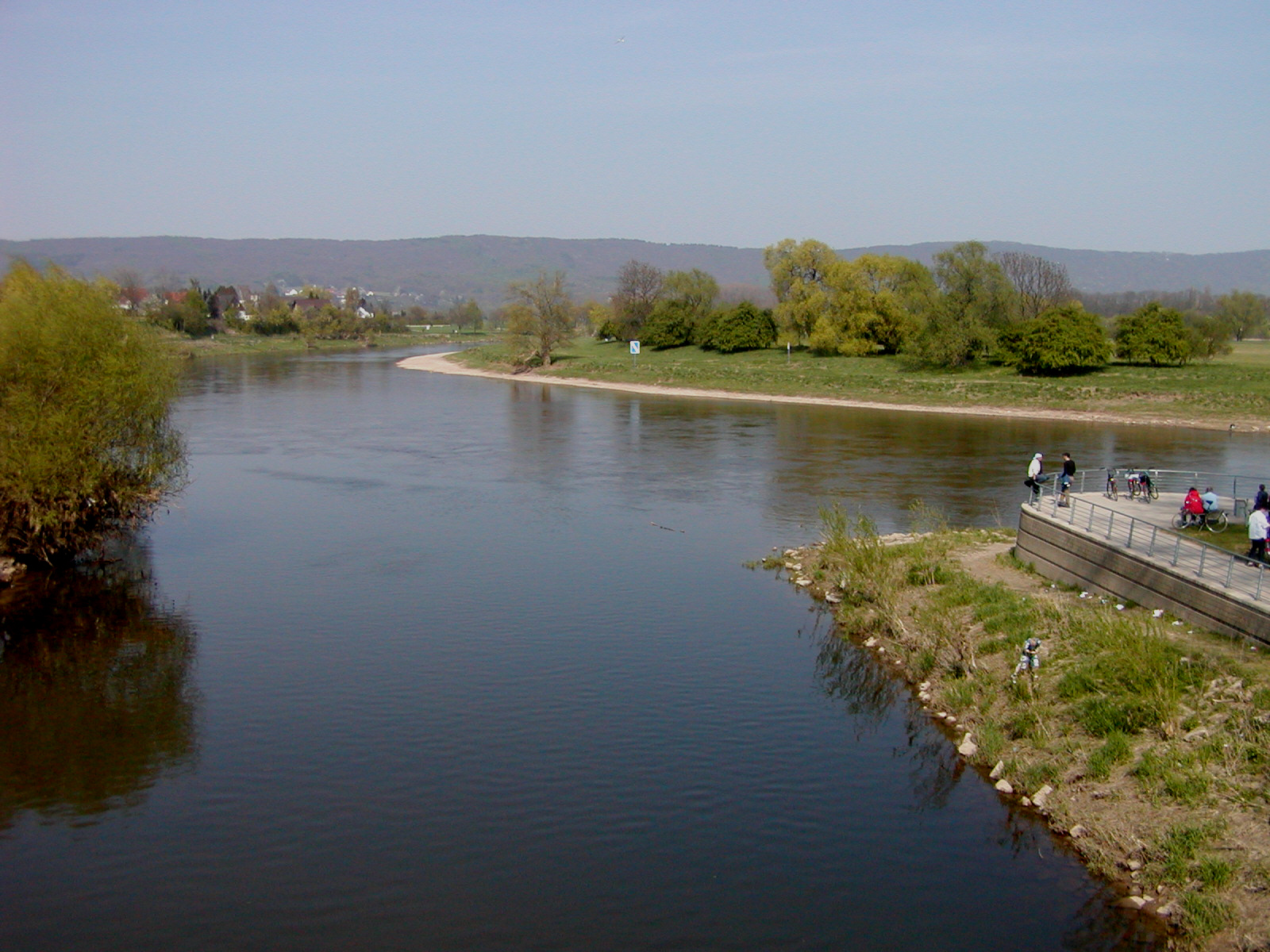
Confluencia del río Werra con el Fulda: ambos forman el río Weser a partir de dicha confluencia.

En hidrología, un afluente corresponde a un curso de agua, también llamado tributario, que no desemboca en el mar, sino en otro río que suele ser más importante, con el cual se une en un lugar llamado confluencia.

## Características generales

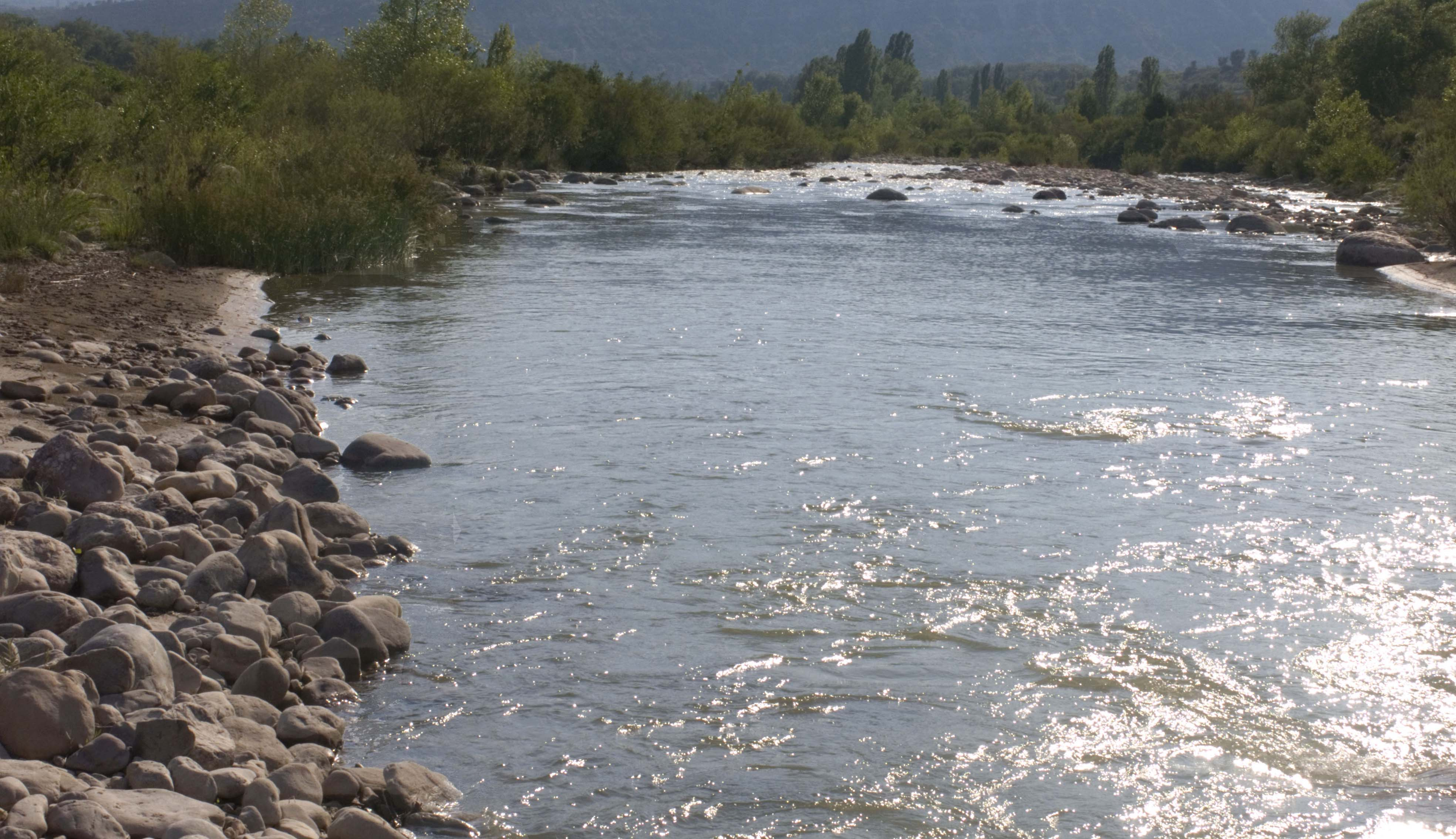
Río Isábena, afluente del río Ésera

En principio, de los dos ríos que se unen es considerado como afluente el de menor importancia (por su caudal, su longitud o la superficie de su cuenca). Existen, sin embargo, muchas excepciones: el río Misisipi, cuyo afluente (el río Misuri) es, aguas arriba de la confluencia, 600 km más largo y tiene una cuenca tres veces más extensa, por ejemplo. 
Asimismo, en España se dan los casos del Miño y del Nalón, más cortos y menos caudalosos que sus afluentes, el Sil y el Narcea respectivamente. Y en la confluencia del Orinoco con el Guaviare, este último es más largo (casi 1600 km) que el propio Orinoco (940 km hasta dicha confluencia), aunque no es más caudaloso. Estas excepciones nos hacen ver que el nombre de los ríos es casi siempre, una cuestión de toponimia, en la que muchas veces no existe una lógica inequívoca sobre cual es el río principal y su afluente.
«Afluente derecho» y «afluente izquierdo»; o «afluente por la margen derecha» y «afluente por la margen izquierda», son locuciones que indican la situación del afluente en relación con el flujo del río principal. Estos términos se definen desde la perspectiva de las aguas de este último en búsqueda de su pendiente inferior, es decir, en relación con la dirección en que está corriendo el curso fluvial.

## Modos de ordenarlos
En geografía, la disposición los afluentes a veces se ordenan a partir de los más cercanos a la fuente del río hasta los más cercanos a la desembocadura del río. Se pueden ordenar formando una jerarquía: los de primer orden, segundo, y tercero el más importante. El afluente de primer orden es por lo general el más pequeño en tamaño. Un tributario de segundo orden se compone de dos o más afluentes de primer orden, los que se combinan para formar el afluente de segundo orden.
Otro método es organizar los afluentes desde la boca hacia la fuente, en forma de una estructura dendrítica.
Finalmente, una manera aplicable a ambos métodos es también dividirlos por lado: izquierdo o derecho, siempre desde su cabecera o fuente hacia la boca. Esta forma de clasificación de los afluentes tiene que ver con la asimetría fluvial de los ríos en las confluencias
de dos o más de ellos. Por ejemplo, los ríos tipo Yazoo son corrientes de agua que desembocan en el río principal después de discurrir durante un largo trecho muy cerca de su cauce. Son muy frecuentes en el hemisferio norte por la margen izquierda del río principal lo que ocasiona que su desembocadura se haga formando un ángulo muy agudo. En cambio, la mayoría de ríos que son afluentes de otro por la margen derecha del río principal forman un ángulo casi siempre recto y las escasas excepciones se deben a las características del relieve, que puede modificar este patrón.

## Efluente
Lo contrario de un afluente es un efluente o distributario, es decir, una derivación (natural o artificial) que se desprende fuera de la corriente principal de un río mayor a través de otro menor. Los de origen natural se encuentran en su mayoría en los deltas fluviales; aunque hay casos en que ocurre en otros tramos de los ríos, como sucede con el Casiquiare con respecto al Orinoco. Son más frecuentes los efluentes de origen artificial, es decir, de una derivación, acequia o canal que se utiliza con fines de regadío o de abastecimiento de agua en regiones relativamente alejadas del cauce del río principal. Por ejemplo, el caso del Canal Mulholland procedente del río Colorado para el abastecimiento de la zona metropolitana de Los Ángeles. También el canal Júcar - Turia es un efluente del primero y sirve para el regadío de la huerta de Valencia y el abastecimiento de agua potable para esta ciudad.